# The National Academy of Design
The National Academy of Design' in New York, nu vaak, The National Academy, is een ere-vereniging van Amerikaanse kunstenaars, met een museum en een school voor Schone kunsten.
Zij werd opgericht in 1825 door Samuel F.B. Morse, Asher B. Durand, Thomas Cole, en anderen ter bevordering van de beeldende kunsten in Amerika door middel van instructie en tentoonstelling.
De academie beschikt over een openbare collectie van meer dan vijfduizend werken van de negentiende en twintigste-eeuwse Amerikaanse kunst.
De Academy is in de loop der jaren uitgebreid over verschillende gebouwen. Een van die gebouwen is gebouwd tussen 1863-1865, in neogotische stijl en werd gemodelleerd naar het Dogepaleis in Venetië. Sinds 1942 bezit de academie ook een herenhuis, dit was de voormalige woning van beeldhouwer Anna Hyatt Huntington en Archer Milton Huntington op Fifth Avenue en Eighty-ninth Street.
De school biedt studio instructie, masterclasses, diverse workshops, en lezingen. Studiebeurzen zijn beschikbaar voor deze opleiding.

## Geschiedenis
De oorspronkelijke oprichters van de National Academy of Design waren studenten van de American Academy of Fine Arts. In 1825 voelden de studenten een gebrek aan ondersteuning voor het onderwijs van de Academie. De raad van bestuur die bestaat uit handelaren, advocaten en artsen en de voorzitter, de beroemde Amerikaanse kunstenaar ten tijde van de Amerikaanse Onafhankelijkheidsoorlog kolonel John Trumbull. Samuel F.B. Morse en andere studenten begonnen een eigen tekenvereniging die meerdere per week bijeen kwam ter bestudering van Design. De vereniging werd echter gezien als een afhankelijke organisatie van de Academie, waar zij zich verwaarloosd voelde. Er werd een poging tot verzoening ondernomen door zes van de kunstenaars uit de vereniging aan te stellen als bestuurders van de Academie. Echter, toen vier van de genomineerden werden niet werden verkozen werd er door de gefrustreerde kunstenaars besloten tot een nieuwe academie en zo werd de National Academy of Design opgericht.

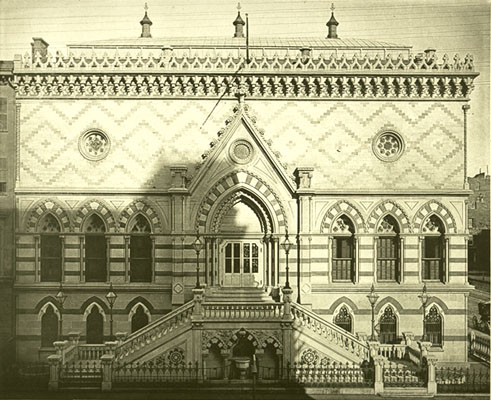
National Academy of Design (1863-1865), een van de vele Neogotische gebouwen gemodelleerd naar het Dogepaleis

## Leden van de National Academy of Design
Leden van de National Academy worden aangeduid met de titel N.A.. Men kan zich niet aanmelden voor een lidmaatschap, maar wordt voorgedragen en eventueel verkozen. Enkele bekende leden van de National Academy zijn:
- John White Alexander
- Edwin Blashfield
- William Jay Bolton
- Lee Bontecou
- Vija Celmins
- Benjamin Champney
- William Merritt Chase
- Frederic Edwin Church
- Chuck Close
- Henry N. Cobb
- Colin Campbell Cooper
- Charles Harold Davis
- Henry Golden Dearth
- Richard Diebenkorn
- Thomas Eakins
- Lydia Field Emmet
- Helen Frankenthaler
- James Ingo Freed
- Daniel Chester French
- Frank Gehry
- Arthur Hill Gilbert
- Horatio Greenough
- Red Grooms
- Armin Hansen
- Edward Lamson Henry
- Winslow Homer
- Jasper Johns
- Charles Keck
- Ellsworth Kelly
- Emanuel Leutze
- Sol Lewitt
- Maya Lin
- Evelyn Beatrice Longman
- Frederick William Macmonnies
- Brice Marden
- Knox Martin
- Jervis McEntee
- Gari Melchers
- Louis Rémy Mignot
- F. Luis Mora
- Henry Siddons Mowbray
- Victor Nehlig
- Tom Otterness
- William Page
- Philip Pearlstein
- I. M. Pei
- William Lamb Picknell
- Alexander Phimister Proctor
- Robert Rauschenberg
- Benjamin Franklin Reinhart
- Dorothea Rockburne
- Robert Ryman
- Augustus Saint-Gaudens
- John Singer Sargent
- Richard Serra
- Nancy Spero
- T. C. Steele
- Frank Stella
- Arthur Fitzwilliam Tait
- Henry Ossawa Tanner
- Edmund Tarbell
- Louis Comfort Tiffany
- Cy Twombly
- Calvert Vaux
- Edward Charles Volkert
- Robert Vonnoh
- John Quincy Adams Ward
- Thomas Waterman Wood
- Frank Lloyd Wright
- Stow Wengenroth
- Milford Zornes